# Громадка, Карел (шахматист)
Карел Громадка (чеш. Karel Hromádka; 23 апреля 1887, Гросвайкерсдорф — 16 июля 1956, Прага) — чехословацкий, ранее австро-венгерский, шахматист и шахматный теоретик; национальный мастер (1909).
Победы на международном турнире в Либаве (1912; высшее достижение) и в Млада-Болеславе (5-й конгресс Чехословацкой шахматной федерации, 1913) выдвинули Громадку в число ведущих шахматистов страны. Победил в чемпионате Праги (1926), турнире «Эвони» (Прага, 1927), национальном турнире (Подебради, 1936).
Именем Громадки назван вариант индийской защиты: 1.d4 Kf6 2.с4 с5 3.d5 g6.